# Plymouth (Montserrat)

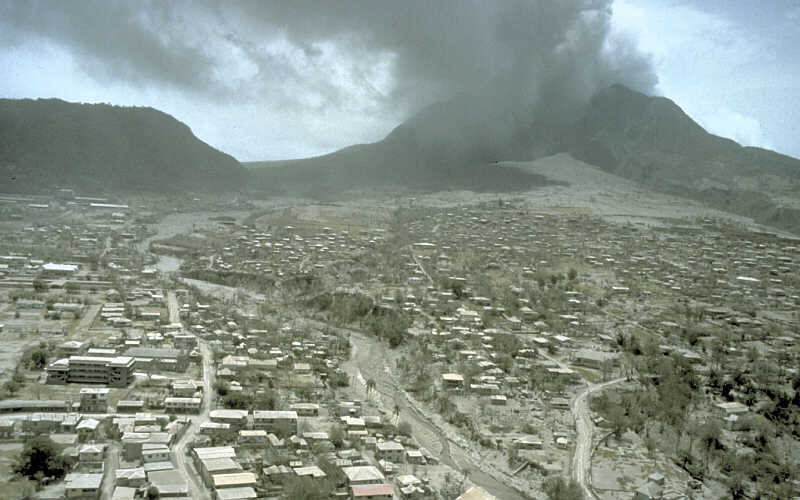
12. června 1997 spálil pyroklastický proud všechno, co nebylo pokryto popelem

Plymouth bylo hlavní město a důležitý přístav na ostrově Montserrat, zámořském území Spojeného království.
Plymouth byl hlavním městem do roku 1995, kdy byl zničen při erupci sopky Soufrière Hills. Město bylo následně v roce 1997 z důvodů dalších vlivů sopky opuštěno a prozatímní vládní budovy byly postaveny v Brades, což je od roku 1998 de facto nové hlavní město (hlavním městem je de iure stále Plymouth a je tak nejmenším hlavním městem na světě).
Plymouth byl největším sídlem na ostrově a žilo zde okolo 4000 obyvatel. Město bylo obchodním centrem ostrova a sídlila zde vláda. Mnohá z těchto zařízení byla znovu postavena v jiných částech ostrova, avšak z více než dvou třetin obyvatel, kteří byli během erupce evakuováni z ostrova, se většina již nevrátila.